# Бурханов, Али Шамильевич
Али Шамильевич Бурханов (род. 17 ноября 1968, Саратов) — советский и российский хоккеист, нападающий. Мастер спорта СССР. Российский тренер.

## Биография
Начинал играть в детской дворовой команде «Звездочка» Саратовского полиграфического комбината. Первый тренер — Александр Подметалин. Воспитанник саратовского «Кристалла», за который провёл практически всю карьеру. За 14 сезонов (1985/86 — 1986/87, 1911/92 — 2003/04) сыграл более 500 матчей, забросил 143 шайбы, набрал 248 очков. Выступал также за СКА МВО Калинин (1987/88 — 1988/89), «Сокол» Киев (1989/90 — 1991/92), «Химик» Энгельс (1995/96), ВИК (Швеция, 2000/01).
По окончании карьеры стал работать в ДЮСШ «Кристалл». В 2019 году возглавил новосозданную команду НМХЛ МХК «Кристалл». В конце февраля 2023 года вместе с Игорем Степановым возглавил «Кристалл» вместо заболевшего Сергея Кровякова. 24 мая официально стал главным тренером. 17 декабря 2023 года после поражения от воскресенского «Химика» 2:10 подал в отставку.